# Grupa Dominika
Grupa Dominika – polski zespół folk-rockowy działający w latach 1971–1972 i 1975–1976.

## Historia
W 1971 roku przy Klubie Piosenki ZAKR w warszawskim hotelu Bristol rozpoczęła swoją działalność Rodzina Pastora, którą tworzyli: Maria Figiel, w styczniu 1972 roku zastąpiona przez Zofię Borcę (eks-Respekt i chórki Czesława Niemena – brała udział w nagraniu płyty Niemen)
Piotr Buldeski (śpiew, gitara basowa, eks-74 Grupa Biednych), Dominik Kuta (eks-Czerwone Gitary i Quorum; śpiew, gitara, banjo, flet, harmonijka ustna) i Marek Migdalski (śpiew, gitara dwunastostrunowa). Zespół występował w Bristolu i Stodole – licznymi koncertami w Bristolu zjednał sobie grono sympatyków. W latach 1971–1972 nagrywał dla Telewizji Polskiej i w Polskim Radiu. Piosenka A gdy leci głaz znalazła się na listach przebojów i często była emitowana na antenie radiowej. Rodzina Pastora została także zaproszona do wzięcia udziału w koncercie „Debiuty” Festiwalu Opole'72, lecz zanim doszło do tego wydarzenia, grupa przestała istnieć. Niedługo potem, nakładem Polskich Nagrań ukazała się jedyna płyta czwórka (N-0708) zespołu, sygnowana nazwą Grupa Dominika. Przez lata było to jedyne wydawnictwo kwartetu. Byli muzycy Rodziny Pastora rozpoczęli współpracę z innymi formacjami, bądź też tworzyli własne. D. Kuta związał się z folkowym Bractwem Kurkowym 1791, zaś P. Buldeski założył latem 1972 roku zespół Piotr Pastor i Słońce.
Na początku 1975 roku Dominik Kuta (śpiew, gitara, banjo, harmonijka ustna, fortepian, skrzypce) swój dawny zespół pod nazwą „Grupa Dominika”. Oprócz lidera i Marka Migdalskiego (gitara dwunastostrunowa, śpiew) w nowym składzie znaleźli się: Bogusław Teper (eks-Gramine; śpiew, instrumenty perkusyjne), Roman Kęszycki (gitara basowa, śpiew) i Adam Blaszyński (perkusja, śpiew). Później w miejsce Tepera i Kęszyckiego do zespołu dokooptowali: Romuald Czystaw (śpiew, instrumenty perkusyjne; współpracował także z Dzikim Dzieckiem). Po pewnym czasie grającego na basie Kęszyckiego zastąpił Zbigniew Wypych (eks-Medicus; gitara basowa; później Dzikie Dziecko i Breakout)). Przed szerszą publicznością Grupa Dominika zadebiutowała w kwietniu 1975 roku podczas II Polskich Targów Estradowych „Poltest” w Łodzi. W 1976 roku w skład zespołu ponownie uległ zmianie, a tworzyli go dawni i nowi członkowie: Dominik Kuta (śpiew, gitara, fortepian), Piotr Buldeski (eks-Horoskop; śpiew, gitara), Krzysztof Ciepliński (gitara, wiolonczela), Roman Kęszycki (gitara basowa) i Feliks Pankiewicz (eks-Horoskop; perkusja). Opracowano nowy program literacko-muzyczny pt. Z krzykiem zrodziło się życie, oparty na kompozycjach D. Kuty, P. Buldeskiego i Andrzeja Korzyńskiego. Po kilku miesiącach Ciepliński, Kęszycki i Buldeski odeszli do Bumerangu, zaś Pankiewicz do popularnego zespołu Happy End. Po raz kolejny zmienił się skład zespołu i w Grupie Dominika grał m.in. Władysław Komendarek, wkrótce muzyk grupy Exodus i koryfeusz muzyki elektronicznej. Grupa Dominika została rozwiązana w 1976 roku.

## Dyskografia

### Nagrania płytowe
- 1972: EP N-0708 Muza, A gdy leci głaz / Ogon pawia / Zawsze humor mam / Uśmiech trzeba mieć[10],
- 1975: LP SX 1219 Muza, POLSKIE TARGI ESTRADOWE - ŁÓDŹ 1975, Z krzykiem zrodziło się życie (kompilacja)[10][14],
- 2020: CD GAD CD 128 GAD Records, Różni wykonawcy – Wędrujmy. Wakacyjny przewodnik po polskiej psychodelii i folk-rocku[16]
- 2020: CD GAD CD 140 GAD Records, Rodzina Pastora – Biegnijmy w słońce (zbiór nagrań zespołu z lat 1971–1972)[1].

### Nagrania telewizyjne i radiowe
- „Telewizyjny Ekran Młodych” (11.1971): To tak jak sen, Gdy pełnoletnia będę Tom, Ten kawałek świata, Trochę wiosny, trochę lata, Ucieczka w deszcz, Biegnijmy w słońce, Whole Lotta Love (z rep Led Zeppelin)[1][9];
- Młodzieżowe Studio „Rytm” (1972): Musisz w drodze być, A gdy leci głaz, Zawsze humor mam, Uśmiech trzeba mieć, Ogon pawia, Płoną ognie w nocy ciemnej[1], A ja wcale nie wiem (utwór nieodnaleziony w archiwum)[9];
- „Podwieczorek przy mikrofonie” (14.06.1972): Musisz w drodze być (wersja koncertowa)[1][9];
- 1975: Z krzykiem rodziło się życie[10][14].